# يان شياونان
يان شياونان (بالصينية: 闫晓楠؛ مواليد 16 يونيو 1989) هي مُقاتلة فنون قتالية مختلطة صينية.

## وصلات خارجية
- يان شياونان على موقع يو إف سي (الإنجليزية)
- يان شياونان على موقع شيردوغ (الإنجليزية)
- يان شياونان على موقع Tapology.com (الإنجليزية)
- يان شياونان على موقع IMDb (الإنجليزية)